# Stenopogon jubatus
Stenopogon jubatus là một loài ruồi trong họ Asilidae. Stenopogon jubatus được Coquillett miêu tả năm 1904.